# Ботев, Стефан
Стефан Христов Ботев (болг. Стефан Христов Ботев; род. 14 февраля 1968, Харманли) — болгарский и австралийский тяжелоатлет, трёхкратный чемпион Болгарии (1987, 1989, 1990), двукратный чемпион Европы и мира (1989, 1990), двукратный призёр Олимпийских игр (1992, 1996). Заслуженный мастер спорта Болгарии (1989). Лучший спортсмен года в Болгарии (1990).

## Биография
Стефан Ботев родился 14 февраля 1968 года в городе Харманли. Начинал заниматься тяжёлой атлетикой в спортивном училище «Стефан Караджа» (Хасково) под руководством Димитра Крыстева. Потом продолжил подготовку у выдающегося болгарского тренера Ивана Абаджиева.
В 1987 году впервые выиграл чемпионат Болгарии и начал привлекаться в состав национальной сборной страны. В 1987 и 1988 годах был серебряным призёром чемпионатов Европы, уступив на обоих турнирах лишь известному советскому атлету Юрию Захаревичу. В 1988 году готовился принять участие в Олимпийских играх в Сеуле, однако после того как его соотечественники Митко Граблев и Ангел Генчев не смогли пройти допинг-контроль и были лишены золотых наград, болгарская делегация приняла решение снять с соревнований Ботева и других ещё не выходивших на помост членов сборной.
В 1989 году завоевал золотые награды чемпионата мира и Европы в Афинах. В 1990 году защитил титулы чемпионата Европы и чемпиона мира. В 1991 году переехал в Австралию. В 1992 году, всё ещё выступая под флагом Болгарии, выиграл бронзовую медаль Олимпийских игр в Барселоне. 
В следующем олимпийском цикле представлял на международных соревнованиях Австралию, становился призёром чемпионатов мира (1993—1995) и победителем Игр Содружества (1994). В 1996 году на Олимпиаде в Атланте снова был третьим.
После завершения спортивной карьеры вернулся в Болгарию, в 2004—2007 годах занимал пост генерального секретаря болгарской федерации тяжёлой атлетики. В 2007 году включён в Международный зал славы тяжёлой атлетики.